# Comité ouvrier de secours immédiat

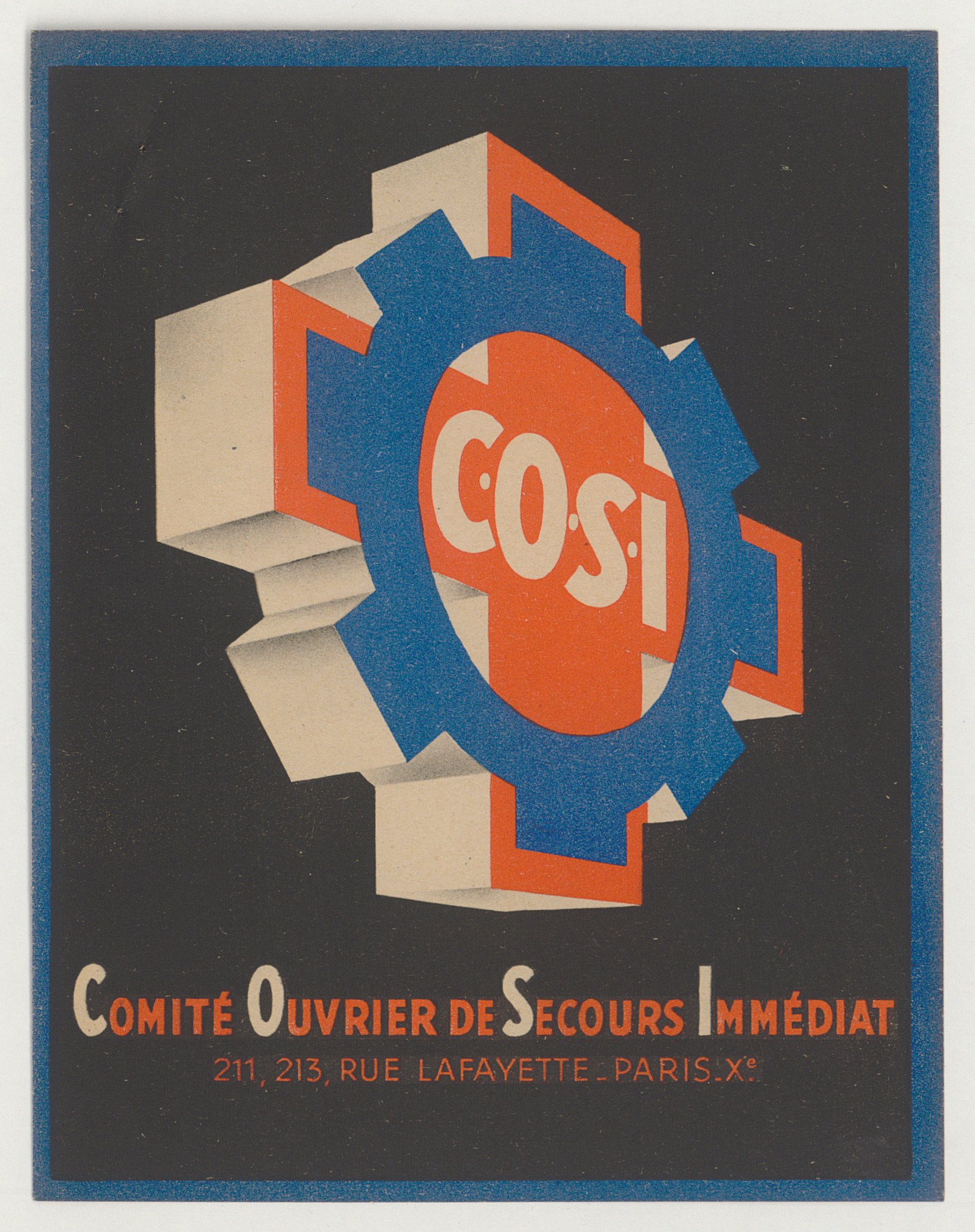
Flugblatt des Comité ouvrier de secours immédiat

Das Comité ouvrier de secours immédiat (Arbeiterkomitee für Soforthilfe, COSI) war eine kollaborierende Organisation mit sozialer Ausrichtung in Frankreich während der deutschen Besatzung.

## Geschichte
Das COSI wurde im März 1942 von Charles Vioud, René Mesnard (Rassemblement national populaire, RNP) und Jules Teulade (Parti populaire français, PPF) nach den englischen Bombenangriffen auf die Pariser Vororte gegründet (Bombardierung der deutschen Panzerreparaturwerkstätten, die in den Renault-Werken in Boulogne-Billancourt untergebracht waren). Offiziell ging es darum, den durch die Bombenangriffe geschädigten Arbeiterfamilien zu helfen (Aufräumarbeiten, finanzielle Unterstützung). In den Augen der Behörden war das COSI jedoch vor allem ein Instrument der Propaganda des Vichy-Regimes und der Kollaboration, das sich an die Arbeiterschaft richtete. Die Beträge, die großzügig an die Familien der Geschädigten umverteilt wurden, stammten zu einem großen Teil aus dem enteigneten Vermögen der Juden. So wurde das COSI bei seiner Gründung mit 100 Millionen Francs aus einer „Strafe“ von einer Milliarde Francs finanziert, die den Juden unter dem Vorwand eines „Attentats“ der Résistance auferlegt worden war.
Sylvie Harburger wirft in einem Beitrag die Frage auf, inwieweit das COSI auf dem Kunstmarkt aktiv war; für großflächige Aktionen gebe es ernsthafte Hinweise, aber bislang sei der Punkt nicht abschließend untersucht.
Dem COSI gelang es, einige ehemalige linke Gewerkschafter wie z. B. Georges Yvetot und Marcel Bidegaray, die in der RNP und der PPF vertreten waren (und die sich angesichts der zu verteilenden Summen um die Führung stritten), und Mitglieder der Parti ouvrier et paysan français (POPF) usw. anzuziehen. Das COSI und die POPF (die aus vielen ehemaligen kommunistischen Abgeordneten bestand) waren die wichtigsten kollaborationistischen Organisationen, die aus der revolutionären Linken (Anarchisten, Kommunisten, revolutionäre Syndikalisten) hervorgegangen waren.
Das Comité ouvrier de secours immédiat, das sich stark für die Kollaborationspolitik engagierte, wurde durch eine Verordnung vom 22. August 1944 aufgelöst. Die staatlichen Behörden versuchten daraufhin, das Geld aufzuspüren und die Verantwortlichen zu bestrafen.